# Xylocopa flavonigrescens
Xylocopa flavonigrescens är en biart som beskrevs av Smith 1854. Xylocopa flavonigrescens ingår i släktet snickarbin, och familjen långtungebin. Inga underarter finns listade i Catalogue of Life.